# Cantharocnemis fairmairei
Cantharocnemis fairmairei es una especie de escarabajo longicornio del género Cantharocnemis, tribu Cantharocnemini, orden Coleoptera. Fue descrita científicamente por Lameere en 1902.
El período de vuelo ocurre durante los meses de enero, febrero, marzo, abril, mayo y diciembre.

## Descripción
Mide 25-45 milímetros de longitud.

## Distribución
Se distribuye por Angola, Botsuana, Ghana, Namibia, Nigeria, República Democrática del Congo, República de Sudáfrica, Tanzania, Zambia, Zanzíbar y Zimbabue.